# Пећина Растуша
Пећина Растуша је пећина која се налази на падини Хрњег брда, село Растуша, Општина Теслић, Република Српска, БиХ. Дужина пећине је 440 метара. Удаљена је 12 км од града Теслића. У пећини Растуша је откривено камено оруђе и комадићи дрвеног угља, које су користили неандерталци пре 30.000 до 60.000 година. Осим тога, пронађени су остаци плеистоценског вука (Canis lupus) и пећинског медвједа (Ursus spelaelus). Пећина Растуша је и станиште слијепих мишева. Од пећинског накита заступљени су саливи, сталактити, бигрене каде и пећински хијероглифи названи „леопардове шаре“, због својих карактеристичних облика.
Годинама је пећина била неуређена и није се искориштавала. Крајем 20. вијека локални привредници су је користили за узгајање гљива, а почетком 21. вијека по први пут је извршено обимније уређивање. Том приликом су уређене бетонске стазе у унутрашњости за кретање посјетилаца, разведена је основна електрична расвјета, а улаз у пећину се контролише и наплаћује.

## Значај
Крајем прве деценије 21. вијека вршена су и напреднија археолошка истраживања у пећини. Наиме, од 2006. године Музеј Републике Српске, у сарадњи са Републичким Заводом за заштиту културно-историјског и природног наслијеђа Републике Српске, Универзитета Кембриџ и Лестер из Велике Британије и у сарадњи са матичним музејима као што су ЈУ Музеј у Добоју, Музеј у Приједору и у Градишци ради се на археолошким истраживањима тј. рекогнистицирања и ископавања. Ово је једино пећинско налазиште у сјеверобосанској регији које поред богате материјалне културне заоставштине, садржи значајне остатке флоре и фауне као што су остаци пећинског лава, лоса, јелена, дабра и носорога, алатке и друге доказе постојања човјека. У пећини Растуша од 2010. године су отворене три сонда у три различита дијела. Анализе су доказала да је пећина била настањена још од 35.000 година прије нове ере. Истраживања пећине су још у току.
Ова пећина је под заштитом Завода за заштиту културно историјског и природног насљеђа Републике Српске, и спада у природно добро II категорије, a од 2012 је заштићена у категорији Споменик природе. Отворена је за туристичке посјете.